# آبسه ریوی
آبسه ریه (به انگلیسی: Lung abscess) در پزشکی به نکروز و مرگ بافت پارانشیم ریه و ایجاد شدن سوراخ در آن و پر شدن آن از چرک و عفونت میکروبی گفته می‌شود.
این بیماری بیشتر در افراد با نقص واکنش ایمنی دیده می‌شود که در آن یک روند چرکی درون پارانشیم شش‌ها تبدیل به یک آبسه بسته پر شده از چرک٬ می‌گردد. گاهی این آبسه باز شده و چرک بدرون برونش راه می‌یابد و دراین حالت بیمار دارای سرفه خلط‌دار بوده و احتمال عفونی شدن ریه سمت مخالف آن نیز وجود دارد. در پاره‌ای موارد اگر دلیل ابتلا به آبسه ریوی خود پارانشیم نبوده و حاصل از بیماری‌های دیگر مانند آمبولی ، جسم خارجی، تومور های سرطانی و آبسه‌های برون ششی باشد آبسه ثانویه نام دارد.

## سبب شناسی

### هموار کننده شرایط
- آسپیره و تنفس ترشحات حلق و گلو یا ذرات غذای مری بدرون شش‌ها
- آمبولی سپتیک
- پنومونی نکروز دهنده
- واسکولیت
- برونشکتازی
- تومورهای نکروز دهنده: بیش‌تر کارسینوما در سلول‌های اپیتلیال سطحی درون ریه

### ارگانیک درونی
- باکتری‌های بی‌هوازی
- استرپتوکوک
- قارچ‌ها مانند کاندیدا
- انگل انتاموبا هیستولیتیکا

## علائم و نشانه‌ها
بیش‌تر نشانه‌ها و سمپتوم‌ها به صورت تدریجی نمود می‌یابند اما در انواعی از آبسه ریوی ناشی از باکتری‌های گرم‌منفی٬ بیمار دارای سمپتوم‌هایی چون سرفه و تب همراه با تعریق شبانه است. سرفه بیمار در ۷۰ درصد موارد همراه خروج چرک از نای و در باقی ۳۰ درصد با خروج خون(هموپتیز) همراه است. در یک سوم بیماران مبتلا به آبسه ریوی پدیده انگشت چماقی دیده می‌شود.

## تشخیص

### تصویرنگاری
رادیوگرافی سینه و سی‌تی‌اسکن می‌تواند شیوه‌ای در تشخیص آبسه ریوی باشد. آبسه ششی بیشتر یکی از ریه‌ها را درگیر کرده و محدوده عمده درگیری شامل لوب بالایی شش در قسمت پسین(پسترال) و در لوب‌های پایین(سفلی) در قسمت سقف لوب خود را به صورت حفره خالی در عکس رادیوگرافی نشان می‌دهد.

### آزمایش خون
مارکرهای التهابی مانند ای‌اس‌آر (ESR) و سی‌آرپی (CRP) از روش‌های تشخیصی مناسب به‌شمار می‌روند.

## درمان
۱. بررسی‌های تشخیصی ممکن است شامل آزمایش‌های خون، کشت چرک به‌دست آمده از آبسه جهت تعیین نوع آنتی‌بیوتیک‌  تجویزی و عکس ساده ریه و اسکن ریه باشد. برونکوسکوپی (استفاده از یک وسیله بصری با چراغی در نوک آن که از نای عبور داده شده و وارد برونش‌ها می‌گردد) در موارد مشکوک به ورود جسم خارجی به ریه.
۲. ترک استعمال دخانیات
۳. در حد امکان به تمرین‌های ورزشی با تنفس عمیق بپردازید.
۴. نحوه تخلیه وضعیتی ریه را بیاموزید تا به خروج ترشحات نایژه‌ای کمک کنید. از ناحیه شکم به‌طوری بر روی تخت قرار گیرید که سر و سینه شما از لبه تخت آویزان باشد. خود را وادار به سرفه کنید. این کار را تا هنگامی که دیگر قادر به دفع خلط نباشید، ادامه دهید. این عمل را دو بار در روز به مدت 10-5 دقیقه انجام دهید.
۵. در صورت عدم بهبود آبسه، گاهی جراحی جهت تخلیه چرک آبسه یا برداشت آبسه و قسمت درگیر ریه لازم می‌شود.
داروها: سه نوع درمان داریم اول کلیندامایسین دوم بتالاکتام که بعداز این که بتا لاکتام تب رو قطع کرد کوآموکسی کلاو می دهیم و سوم هم موکسی فلوکساسین